# Xavier Gravelaine
Xavier Gravelaine, né le 5 octobre 1968 à Tours, est un footballeur international français, devenu entraîneur puis dirigeant.
Révélé au plus haut niveau sous les couleurs du Stade Malherbe de Caen entre 1991 et 1993, au point d'être sélectionné en équipe de France, il connaît par la suite une carrière très mouvementée, en France et à travers l'Europe. Il est transféré à dix-huit reprises en dix-sept ans de carrière de footballeur professionnel, dans seize clubs différents parmi lesquels le Paris SG, avec lequel il est champion de France en 1994, l'Olympique de Marseille et l'AS Monaco. À une époque où les transferts étaient plus rares qu'aujourd'hui, cette instabilité lui vaut une réputation de « mercenaire », et ternit un talent technique reconnu. Il termine sa carrière en 2004 après une dernière pige au FC Sion, en Suisse.
Il démarre immédiatement sa reconversion, comme consultant dans les médias, et cadre dirigeant. Il est de janvier à mai 2005 l'entraîneur du FC Istres, un de ses derniers clubs comme joueur, mais ne parvient pas à sauver le club de la relégation en Ligue 2. Il est ensuite brièvement conseilleur sportif du président du FC Nantes Luc Dayan en 2007, manager sportif de l'En Avant de Guingamp de 2008 à 2010, puis directeur général du SM Caen de 2014 à 2018. En mars 2020, il fait son retour à l'EA Guingamp en tant que « directeur du football ». Il est licencié en septembre de la même année, peu après la démission du président du club. En mai 2022, l'US Avranches l'engage comme directeur sportif.

## Biographie

### Formation et début de carrière
Xavier Gravelaine commence le football en Indre-et-Loire. En avril 1984 il dispute la Coupe nationale des cadets à Vichy, avec la sélection de la Ligue du Centre dont il est le numéro 10. À l'issue de cette compétition, il fait partie des 22 cadets retenus par la DTN pour un stage national. Après être passé par une section sport-étude à Tours, il entre au centre de formation du FC Nantes à l'été 1984. Attaquant gaucher, il évolue dès 16 ans en troisième division avec l'équipe réserve des Canaris, aux côtés de Didier Deschamps, Marcel Desailly ou encore Laurent Guyot. Pourtant, son caractère bien trempé va lui valoir de ne jamais jouer de match en 1re division sous le maillot du FC Nantes. En 1988, il est prêté au Pau FC, en D3, où il marque 20 buts, puis à Saint-Seurin et à Laval, en D2.
En 1991, le club nantais décide de ne pas le conserver. Daniel Jeandupeux, l'entraîneur du SM Caen, équipe de première division en pleine progression, le fait venir en Normandie. Après une première saison 1991-1992 que le club termine à une inattendue 5e place, le joueur réalise une saison 1992-1993 exceptionnelle : étincelant lors du premier match de coupe d'Europe de sa carrière (SM Caen-Real Saragosse), il inscrit 20 buts et termine deuxième au classement des meilleurs buteurs de Division 1. Ces performances lui valent d'être sélectionné à quatre reprises en équipe de France (deux passes décisives).

### Passages au PSG puis à l'OM
En 1993, le néo-international est recruté par le Paris SG, où il rejoint un effectif extrêmement dense. Barré par David Ginola sur le côté gauche de l'attaque, il doit se contenter du faible temps de jeu qui lui est octroyé par l’entraîneur portugais Artur Jorge. À l'été 1994, Arthur Jorge est remplacé par Luis Fernandez. Gravelaine se lâche dans les journaux : « J’ai perdu pas mal de temps à cause de lui, mais le plus grave, ce sont ses leçons de morale et sa manière de casser du jour au lendemain n'importe qui, même un joueur qu'il aime bien. Il faut voir comment il est capable de nous traiter. Il n'avait qu'une idée en tête, gagner, gagner afin de pouvoir dire : "Voilà mes résultats". Il est obsédé. C'est peut-être un bon entraineur pour cette raison, mais en un an, je n'ai rien appris avec lui. Il a apporté beaucoup à d'autres, pas à moi... ». Malgré le gain du championnat de France, Gravelaine demande à quitter le club. En quête de temps de jeu, il est alors prêté par le club parisien au Racing Club de Strasbourg puis à l'En avant Guingamp.
En 1996, il signe à l'Olympique de Marseille où il forme un duo d'attaque avec Marc Libbra. Il est un grand artisan du maintien marseillais pour la saison 1996-1997 puis de la 4e place lors de la saison 1997-1998. Mais pour la saison 1998-1999, il n'entre plus dans les plans de l'entraîneur Rolland Courbis qui lui préfère Christophe Dugarry, Fabrizio Ravanelli, Florian Maurice ou encore Titi Camara. Il doit quitter le club, à regret cette fois.

### Fin de carrière en2edivision
En 1998, il part à Montpellier où il réalise une bonne première partie de saison. En janvier 1999, il est de retour au Paris SG qui traverse une crise sportive. Artur Jorge, qui l'a fait venir, est licencié quelques semaines plus tard. Sous la direction de son remplaçant Philippe Bergeroo il joue peu. En novembre, il accepte d'être prêté à Watford, en championnat d'Angleterre, où il joue sept matchs. En janvier 2000 il rentre cependant en France pour être prêté au Havre AC, relégué en fin de saison en deuxième division. Libre de tout contrat, il signe en 2000 un contrat d'une saison à l'AS Monaco, champion de France en titre, où il est la doublure du meneur de jeu Marcelo Gallardo pendant sa longue suspension.
Il revient en Normandie en 2001 avec l'objectif de faire remonter le club caennais en Ligue 1, mais ses quinze buts et autant de passes décisives n'y suffisent pas : le club termine à la 6e place. En fin de saison le magazine France Football le nomme dans l'équipe type de Division 2. Alors qu'on l'imagine rester en Normandie, il quitte le club caennais pour l'AC Ajaccio, dirigé par son ancien entraîneur à Marseille Rolland Courbis. Il n'y reste pourtant que quelques jours en août, sans jouer aucun match, et reste plusieurs mois sans club, d'autant qu'un nouveau règlement FIFA interdit alors aux joueurs d'être transférés à deux reprises dans la même saison.
Pourtant en février 2003, il signe avec le FC Istres, un des plus faibles budgets de Ligue 2, ce qui provoque une certaine polémique. Il aide le club sudiste à se maintenir, avant de le mener en Ligue 1 lors de la saison 2003-2004, une première dans l'histoire du club provençal. Il est alors élu meilleur joueur de Ligue 2 par ses pairs, ainsi que par France Football qui lui attribue l'Étoile d'or du meilleur joueur de Ligue 2.
Néanmoins il quitte de nouveau son club et signe avec le FC Sion du président Christian Constantin, en deuxième division suisse, où il annonce la fin de sa carrière quelques mois plus tard, à l'automne 2004.
En 2022, le magazine So Foot le classe dans le top 1000 des meilleurs joueurs du championnat de France, à la 49e place.

### Reconversion

#### Dirigeant et entraîneur
Il entame rapidement une carrière d'entraîneur, en prenant en main l'équipe de Ligue 1 d'Istres le 10 janvier 2005. N'ayant pu sauver le club de la relégation, il quitte son poste à l'issue de la saison.
Le 18 juin 2007, il est nommé conseiller sportif au FC Nantes par Luc Dayan, nouveau président du club relégué en Ligue 2, qui lui propose un contrat rémunéré 16 000 euros par mois, assorti d'une indemnité de départ évalué à 100 000 euros. Le club est racheté quelques semaines plus tard par le Franco-Polonais Waldemar Kita, qui lui demande de quitter ce poste le 4 août 2007 : « J'ai discuté avec Xavier, il souhaite partir car il a accompli son travail. D'ailleurs il n'a pas fait du mauvais travail. Nous nous sommes arrangés, il quitte le club dès ce week-end ».
Le 16 juillet 2008, il est nommé manager sportif de l'En avant Guingamp. À la suite de la relégation du club en National, Xavier Gravelaine présente le 18 mai 2010 sa démission au président Noël Le Graët et quitte ses fonctions de manager sportif du club guingampais.
En octobre 2013, à l'occasion du centenaire du Stade Malherbe, il est élu « joueur du siècle » à l'issue d'un vote organisé par Ouest-France. En fin de saison, le président du club Jean-François Fortin le nomme directeur général du club caennais à partir de la saison 2014-2015. Durant la saison, il prendra temporairement la tête du club à la suite de la suspension des fonctions de Jean-François Fortin à la présidence durant l'affaire des matchs arrangés de Ligue 2 jusqu'au retour de celui-ci. En mai 2018, à la suite du départ forcé du président Jean-François Fortin, il quitte le club à son tour.
En 2019, il tient à titre amical et bénévole un rôle de directeur sportif à l'US Avranches, club de National. En mars 2020, il fait officiellement son retour à l'EA Guingamp, alors en Ligue 2, comme directeur du football, peu de temps avant l'interruption des compétitions du fait de la pandémie de Covid-19. En août de la même année, après deux journées de championnat, il décide de licencier l'entraîneur Sylvain Didot pour le remplacer par Mécha Baždarević. Peu après, le président du club Bertrand Desplat est poussé à la démission et remplacé par Frédéric Le Grand. Gravelaine est peu après licencié et quitte officiellement ses fonctions le 3 octobre 2020.

#### Consultant
De 2004 à 2012, il est consultant pour le groupe France Télévisions, dont il commente les diffusions de football (Coupe de France, Coupe de la Ligue et Coupe du monde), formant des duos avec Florent Gautreau (2004-2006), Thierry Adam (2006-2007), Denis Balbir (2007-2008) et Fabien Lévêque (2008-2012). Le 28 avril 2012, il quitte le service public après la finale de la Coupe de France. En 2013-2014, il est consultant pour la chaîne Eurosport pour commenter la saison de Ligue 2, puis pour TMC pour commenter la Coupe des confédérations. Il n'est plus consultant en 2014 à la suite de sa reprise des activités sportives au SM Caen.
Il est également consultant pour l'hebdomadaire sportif Le 10 Sport. Précédemment, il a aussi été consultant pour l'After Foot sur RMC et dans Match Retour sur L'Équipe TV.

## Statistiques

### Club
Au cours de sa carrière, Gravelaine dispute 251 matchs de première division, pour 74 buts.
| Saison                | Club                   | Championnat           | Championnat | Championnat | Coupe nationale | Coupe nationale | Coupe de la Ligue | Coupe de la Ligue | Compétition(s) continentale(s) | Compétition(s) continentale(s) | Compétition(s) continentale(s) | Total | Total |
| Saison                | Club                   | Division              | M.          | B.          | M.              | B.              | M.                | B.                | Comp.                          | M.                             | B.                             | M.    | B.    |
| 1988-1989             | Pau FC (prêt)          | Division 3            | 33          | 20          | 1               | 0               | -                 | -                 | -                              | -                              | -                              | 34    | 20    |
| 1989-1990             | AS Saint-Seurin (prêt) | Division 2            | 30          | 10          | 1               | 0               | -                 | -                 | -                              | -                              | -                              | 31    | 10    |
| 1990-1991             | Stade lavallois (prêt) | Division 2            | 32+1        | 12+0        | 5               | 1               | -                 | -                 | -                              | -                              | -                              | 38    | 13    |
| 1991-1992             | SM Caen                | Division 1            | 34          | 6           | 4               | 2               | -                 | -                 | -                              | -                              | -                              | 38    | 8     |
| 1992-1993             | SM Caen                | Division 1            | 35          | 20          | 2               | 1               | -                 | -                 | C3                             | 2                              | 1                              | 39    | 22    |
| 1993-1994             | Paris SG               | Division 1            | 21          | 2           | 4               | 3               | -                 | -                 | C2                             | 6                              | 1                              | 31    | 6     |
| 1994-1995             | RC Strasbourg (prêt)   | Division 1            | 33          | 9           | 6               | 1               | 1                 | 0                 | -                              | -                              | -                              | 40    | 10    |
| août-nov. 1995        | Paris SG               | Division 1            | 5           | 1           | -               | -               | -                 | -                 | C2                             | 1                              | 0                              | 6     | 1     |
| nov. 1995-1996        | EA Guingamp (prêt)     | Division 1            | 17          | 7           | 1               | 1               | 4                 | 2                 | -                              | -                              | -                              | 22    | 10    |
| 1996-1997             | Olympique de Marseille | Division 1            | 33          | 15          | 1               | 0               | 1                 | 0                 | -                              | -                              | -                              | 35    | 15    |
| 1997-1998             | Olympique de Marseille | Division 1            | 29          | 10          | 3               | 1               | 2                 | 0                 | -                              | -                              | -                              | 34    | 11    |
| août-déc. 1998        | Montpellier HSC        | Division 1            | 18          | 3           | -               | -               | -                 | -                 | -                              | -                              | -                              | 18    | 3     |
| jan.-juin 1999        | Paris SG               | Division 1            | 7           | 0           | 2               | 0               | 2                 | 0                 | -                              | -                              | -                              | 11    | 0     |
| août.-nov. 1999       | Paris SG               | Division 1            | -           | -           | -               | -               | -                 | -                 | -                              | -                              | -                              | 0     | 0     |
| nov. 1999-jan. 2000   | Watford FC (prêt)      | Premier League        | 7           | 2           | -               | -               | -                 | -                 | -                              | -                              | -                              | 7     | 2     |
| fév.-juin 2000        | Le Havre AC (prêt)     | Division 1            | 11          | 1           | 1               | 0               | -                 | -                 | -                              | -                              | -                              | 12    | 1     |
| 2000-2001             | AS Monaco              | Division 1            | 8           | 0           | 0               | 0               | 0                 | 0                 | C1                             | 3                              | 0                              | 11    | 0     |
| 2001-2002             | SM Caen                | Division 2            | 32          | 15          | 1               | 0               | 0                 | 0                 | -                              | -                              | -                              | 33    | 15    |
| août 2002             | AC Ajaccio             | Ligue 2               | 0           | 0           | -               | -               | -                 | -                 | -                              | -                              | -                              | 0     | 0     |
| fév.-juin 2003        | FC Istres              | Ligue 2               | 10          | 2           | -               | -               | -                 | -                 | -                              | -                              | -                              | 10    | 2     |
| 2003-2004             | FC Istres              | Ligue 2               | 34          | 7           | 1               | 0               | 1                 | 0                 | -                              | -                              | -                              | 36    | 7     |
| août-nov. 2004        | FC Sion                | Challenge League      | 9           | 3           | -               | -               | -                 | -                 | -                              | -                              | -                              | 9     | 3     |
| Total sur la carrière | Total sur la carrière  | Total sur la carrière | 439         | 145         | 33              | 10              | 11                | 2                 | -                              | 12                             | 2                              | 495   | 159   |

### Sélection
Gravelaine compte quatre sélections en équipe de France A, dont trois comptant pour les éliminatoires de la Coupe du monde 1994. Il fait ses débuts face à l'Autriche le 14 octobre 1992, puis joue contre la Finlande un mois plus tard et en Autriche en mars 1993. Les trois fois, il est titulaire aux côtés de Jean-Pierre Papin et Éric Cantona. Il réalise deux passes décisives pour Papin face aux Finlandais, sur corner, puis lors du match en Autriche. Alors que son transfert du SM Caen au Paris SG vient d'être signé, il enregistre une quatrième et dernière sélection lors d'un match amical organisé au Stade Michel-d'Ornano de Caen face à la Russie.
Il n'est plus appelé par la suite, sinon en Équipe de France A' avec laquelle il dispute quatre matchs et marque un but entre 1993 et 1996.
A l'aube de sa carrière professionnelle, Gravelaine avait enfin intégré le Bataillon de Joinville et porté le maillot de l'équipe de France militaires.
En 2001 il est appelé en équipe de Bretagne pour une rencontre amicale face à Cuba, mais le match est annulé à la dernière minute.
| Matchs internationaux de Xavier Gravelaine | Matchs internationaux de Xavier Gravelaine | Matchs internationaux de Xavier Gravelaine | Matchs internationaux de Xavier Gravelaine | Matchs internationaux de Xavier Gravelaine | Matchs internationaux de Xavier Gravelaine | Matchs internationaux de Xavier Gravelaine                |
| #                                          | Date                                       | Lieu                                       | Adversaire                                 | Résultat                                   | Compétition                                | Notes                                                     |
| ------------------------------------------ | ------------------------------------------ | ------------------------------------------ | ------------------------------------------ | ------------------------------------------ | ------------------------------------------ | --------------------------------------------------------- |
| 1                                          | 14 octobre 1992                            | Parc des Princes, Paris, France            | Autriche                                   | V 2 - 0                                    | Éliminatoires de la Coupe du monde 1994    | Titulaire, remplacé par Pascal Vahirua à la 73e minute.   |
| 2                                          | 14 novembre 1992                           | Parc des Princes, Paris, France            | Finlande                                   | V 2 - 1                                    | Éliminatoires de la Coupe du monde 1994    | Titulaire, remplacé par Pascal Vahirua à la 79e minute.   |
| 3                                          | 27 mars 1993                               | Stade Ernst-Happel, Vienne, Autriche       | Autriche                                   | V 1 - 0                                    | Éliminatoires de la Coupe du monde 1994    | Titulaire, remplacé par Patrice Loko à la 70e minute.     |
| 4                                          | 28 juillet 1993                            | Stade Michel-d'Ornano, Caen, France        | Russie                                     | V 3 - 1                                    | Match amical                               | Entre en jeu à la place d'Emmanuel Petit à la 79e minute. |

## Palmarès
- Champion de France D1 1994 avec le Paris SG.
- Finaliste de la Coupe de France 1995 avec Strasbourg.